# Karina Sævik
Karina Sævik (Haugesund, 1996. március 24. –) norvég női válogatott labdarúgó. A német VfL Wolfsburg középpályása.

## Sikerei

### Klubcsapatokban
Norvég kupadöntős (1):
- Avaldsnes (1): 2015

### A válogatottban
Norvégia
- Algarve-kupa győztes: 2019
- Algarve-kupa bronzérmes: 2020